# ولادیسلاف وولکوف
ولادیسلاف وولکوف (به انگلیسی: Vladislav Volkov) فضانورد اهل اتحاد شوروی است که در ۲۳ نوامبر ۱۹۳۵ در مسکو زاده شد. وی در مأموریت سایوز ۷، سایوز ۱۱ حضور داشته‌است.